# Oxalis subvillosa
Oxalis subvillosa är en harsyreväxtart som beskrevs av Norlind. Oxalis subvillosa ingår i släktet oxalisar, och familjen harsyreväxter. Inga underarter finns listade i Catalogue of Life.